# 银龙岛
48°22′48.40″N 134°31′23.32″E / 48.3801111°N 134.5231444°E
银龙岛（俄语：Остров Тарабаров，塔拉巴罗夫岛）行政上属于中国黑龙江省抚远市黑瞎子岛镇，位于黑龙江与乌苏里江交汇处。
银龙岛、瞎子岛、明月岛共3个岛系93个岛屿和沙洲组成了黑瞎子岛（又称抚远三角洲、熊瞎子岛），是抚远三角洲第二大岛。1929年中东路事件后，前苏联（今俄罗斯）侵入该岛并一直对该岛实施管辖；2004年10月17日后，中国外长李肇星与俄罗斯外长谢尔盖·拉夫罗夫在北京签署《中华人民共和国和俄罗斯联邦关于中俄国界东段的补充协定》，在原来签署的《中苏东段国界协定》、《中俄西段国界协定》的基础上，确定银龙岛全部归属中国。